# خراشسانی (ناحیه کولین)
خراشسانی (به چکی: Chrášťany) یک منطقهٔ مسکونی در جمهوری چک است که در ناحیه کولین واقع شده‌است.